# Alfombra Hereke

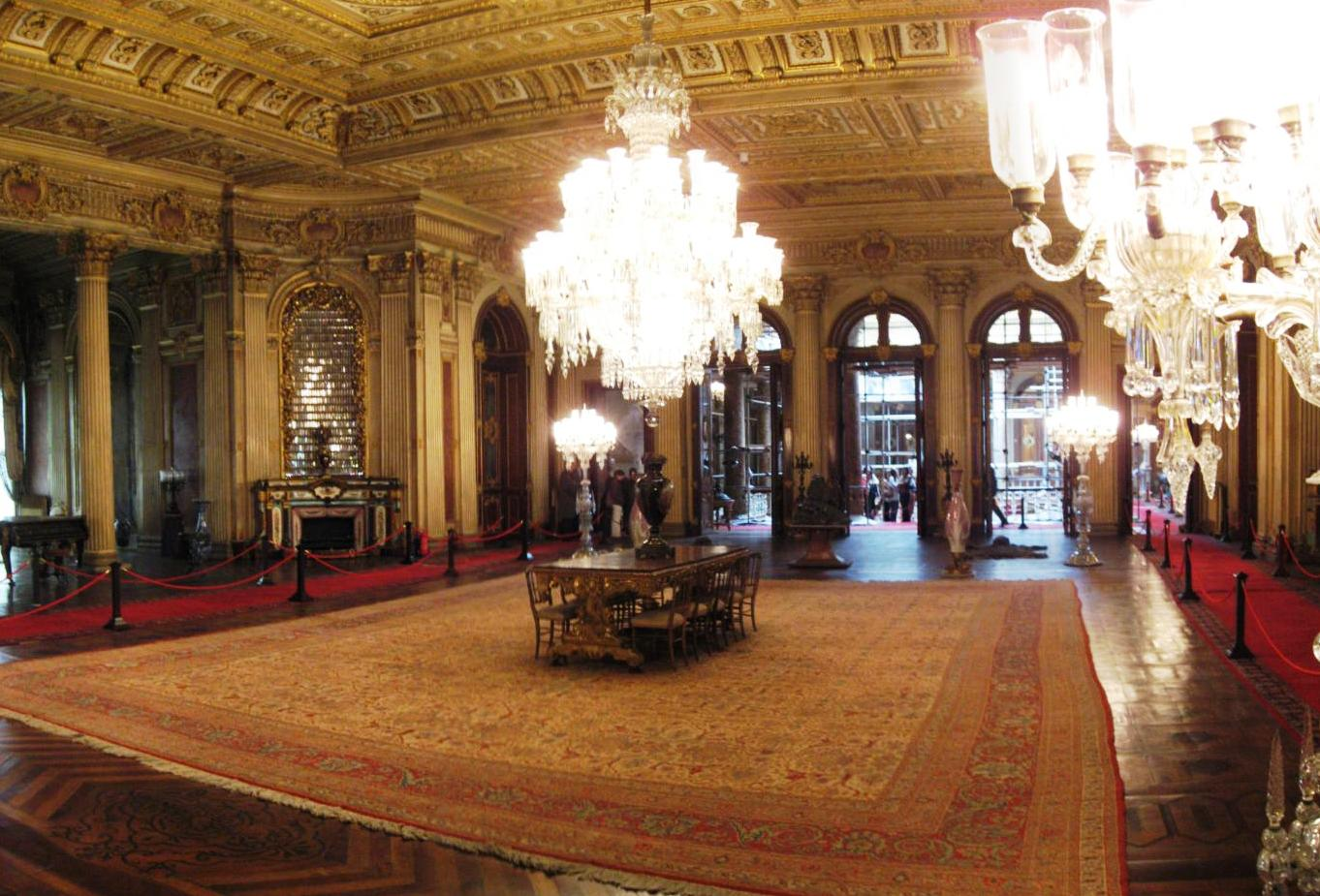
La alfombra Hereke del Salón de Embajadores del Palacio de Dolmabahçe tiene unos 120 m².

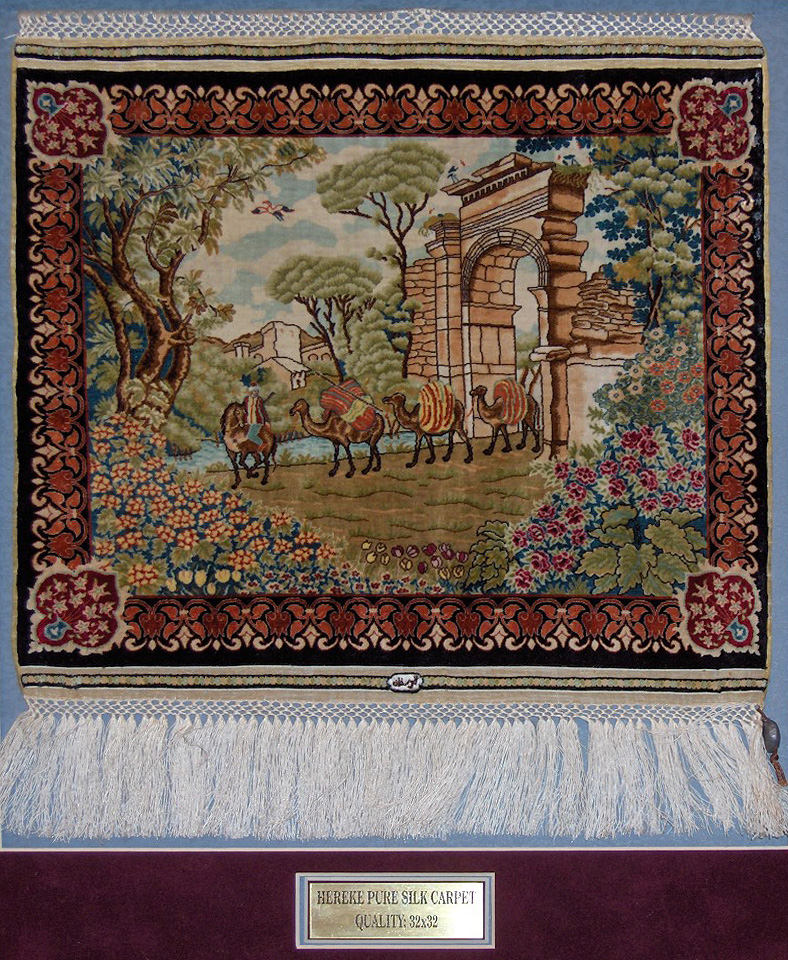
Alfombra Hereke de seda sobre seda
0,6 m², 32 x 32 nudos/cm²; 13 años de trabajo

Las alfombras Hereke son alfombras turcas hechas a mano que se producen y venden en Hereke, una ciudad costera de Turquía. Durante mucho tiempo, sólo se producían en Hereke, a 60 km de Estambul. Los materiales utilizados son seda, una combinación de lana y algodón, y a veces hilos de oro o plata.
El sultán otomano Abdülmecit I fundó la Manufactura Imperial de Hereke en 1841 para producir todos los textiles de su Palacio de Dolmabahçe en el Bósforo. Reunió a los mejores artistas y tejedores de alfombras del Imperio otomano en Hereke, donde empezaron a producir alfombras de alta calidad y grandes alfombras con diseños únicos.
Tras la finalización de las obras del palacio de Dolmabahçe, los sultanes otomanos solían regalar alfombras de Hereke a determinados miembros de la realeza, nobles y estadistas que visitaban la ciudad. No fue hasta 1890 cuando se permitió a algunos comerciantes de Estambul vender algunas de las piezas fabricadas en Hereke. Con el fin del Imperio Otomano, la producción de alfombras de Hereke quedó restringida hasta mediados del siglo XX, cuando algunos maestros tejedores de Hereke volvieron a producir las alfombras siguiendo la tradición de las alfombras de palacio otomanas.
En 1920, Hereke albergaba una escuela de fabricación de alfombras gestionada por el Estado. Tanto las mujeres como los niños musulmanes y cristianos asistían a las clases.
Las alfombras Hereke suelen ser muy grandes, de tamaño como para vestir salones de un palacio, y están hechas con lana sobre algodón, pelo de camello sobre algodón, seda sobre algodón, así como seda sobre seda, que se anudan en tamaños pequeños. La precisión de sus nudos dobles (nudos turcos o de Ghiordes), que permite mostrar claramente los dibujos, junto con las combinaciones de colores y la armonía de los dibujos, las han hecho muy coleccionables. En la actualidad, las alfombras y moquetas Hereke se siguen fabricando con los motivos tradicionales del sultán otomano Abdülmecid I, así como con los motivos tradicionales anatolios y los motivos figurativos contemporáneos.

## Información sobre la fabricación
La alfombra Hereke se teje de dos maneras: lana sobre hilo de algodón y seda sobre seda. La alfombra de lana tiene 3600 bucles por dm². Su calidad se denomina 60x60. En las alfombras de seda, hay 10000 bucles por dm². Su calidad se denomina 100x100. Este es el estándar de las verdaderas alfombras Hereke, aunque se tejen con más frecuencia.
La altura del pelo es de 1,5-2,0 mm en las alfombras de seda y de 4,0-5,0 mm en las de lana. Dado que las alfombras Hereke se tejen con frecuencia, los patrones son bastante detallados. Las alfombras Hereke están registradas geográficamente con patentes. Como las alfombras Hereke se tejen con un nudo turco (llamado nudo doble o nudo Gördes), son mucho más duraderas que las alfombras persas (nudo simple o nudo sini). Las alfombras Hereke han cobrado vida con los diseños originales de los grabadores de palacio, que no se han visto afectados por los patrones de las alfombras iraníes hasta hoy, incluso cuando se tejieron por primera vez. Lamentablemente, la calidad de la lana que se utiliza hoy en día es muy inferior a la que se empleaba en las alfombras de antaño.
La razón es que mientras que antes la lana utilizada era completamente de animal vivo, hoy en día se utiliza lana de animal cortada, además, la lana utilizada tiene un color más apagado que las antiguas debido a la calidad del tinte y al incumplimiento de las temporadas de esquilado. Pero hoy en día, especialmente la lana producida por Sümerhalı se le da una propiedad antipolilla con un acabado especial antes de teñir el vellón. La pintura se realiza posteriormente. Esto aumenta la durabilidad y la calidad de la alfombra. Además, se teje en la región de Isparta, en Sivas (la alfombra Sivas Prison es también una alfombra hereke) y en Diyarbakır. Las alfombras tejidas en estos telares se recortan a la altura adecuada en máquinas especiales de pelo en la fábrica de alfombras Sümer de Isparta, se lavan, se limpian sus lomos de los excesos de longitud con llama y se clasifican según su calidad y se lanzan al mercado. Al comprar una alfombra Hereke, hay que tener cuidado de que la lana no salga a borbotones de la trama y la urdimbre en el reverso, y de que el dibujo no se deslice. Además, la altura del pelo y la forma del corte también afectan a la calidad.
El patrón más conocido y clásico de esta alfombra es "La flor de las siete montañas". Sin embargo, también hay patrones muy bellos como el burucie y el polonez. Si comparamos la alfombra Hereke con las alfombras persas, los miles de dólares de las alfombras Bidjar pueden considerarse un precedente, aunque no tanto como la Hereke. Sin embargo, la forma de tejer, la variedad de patrones y colores, y el hecho de ser una alfombra dura, siempre destacan la alfombra Hereke.